# Silvia Weissteiner
Silvia Weissteiner (Vipiteno, 13 luglio 1979) è una mezzofondista italiana, medaglia di bronzo agli Europei indoor di Birmingham 2007 nei 3000 metri piani.

## Biografia
Vanta 7 titoli nazionali assoluti, uno outdoor e sei indoor. Curiosamente, infatti, rende meglio nelle gare in sala ove oltre ad aver ottenuto il bronzo europeo, nel 2007, vanta anche un tempo migliore che all'aperto, fatto assolutamente non consueto per le mezzofondiste.
Vanta anche due presenze olimpiche: a Pechino 2008, eliminata in batteria nei 5 000 metri piani e a Londra 2012.

## Record nazionali
Seniores
- 3 000 metri piani: 8'44"81 ( Birmingham, 4 marzo 2007)

## Palmarès
| Anno | Manifestazione          | Sede       | Evento        | Risultato | Prestazione | Note                                     |
| ---- | ----------------------- | ---------- | ------------- | --------- | ----------- | ---------------------------------------- |
| 2005 | Europei indoor          | Madrid     | 3000 m piani  | 4ª        | 8'56"27     |                                          |
| 2005 | Giochi del Mediterraneo | Almería    | 5000 m piani  | Bronzo    | 15'28"55    | [ 1 ]                                    |
| 2006 | Europei                 | Göteborg   | 10000 m piani | 14ª       | 32'09"26    |                                          |
| 2007 | Europei indoor          | Birmingham | 3000 m piani  | Bronzo    | 8'44"81     | Record nazionale                         |
| 2007 | Mondiali                | Osaka      | 5000 m piani  | 12ª       | 15'11"81    | Miglior prestazione personale            |
| 2008 | Mondiali indoor         | Valencia   | 3000 m piani  | 7ª        | 8'49"11     | Miglior prestazione personale stagionale |
| 2008 | Giochi olimpici         | Pechino    | 5000 m piani  | Batteria  | 15'23"45    |                                          |
| 2009 | Europei indoor          | Torino     | 3000 m piani  | 5ª        | 8'50"17     | Miglior prestazione personale stagionale |
| 2009 | Giochi del Mediterraneo | Pescara    | 5000 m piani  | Bronzo    | 15'15"95    |                                          |
| 2009 | Mondiali                | Berlino    | 5000 m piani  | 7ª        | 15'09"74    | Miglior prestazione personale stagionale |
| 2011 | Europei indoor          | Parigi     | 3000 m piani  | Batteria  | 9'19"69     | Miglior prestazione personale stagionale |
| 2012 | Mondiali indoor         | Istanbul   | 3000 m piani  | Batteria  | 9'16"59     |                                          |
| 2012 | Europei                 | Helsinki   | 5000 m piani  | 15ª       | 15'39"23    |                                          |
| 2012 | Giochi olimpici         | Londra     | 5000 m piani  | Batteria  | 15'06"81    | Miglior prestazione personale stagionale |
| 2013 | Europei indoor          | Göteborg   | 3000 m piani  | Batteria  | 9'12"73     |                                          |
| 2013 | Giochi del Mediterraneo | Mersin     | 5000 m piani  | Argento   | 15'44"53    |                                          |

## Campionati nazionali
- 1 volta campionessa nazionale assoluta dei 1500 m piani (2007)
- 5 volte campionessa nazionale assoluta dei 5000 m piani (2005, 2006, 2011, 2012, 2015)
- 7 volte campionessa nazionale assoluta indoor dei 3000 m piani (2005, 2006, 2007, 2008, 2011, 2012, 2013)

1998
- Argento ai campionati italiani juniores, 5000 m piani - 16'49"39
- Oro ai campionati italiani juniores, 1500 m piani - 4'30"28

1999
- Oro ai campionati italiani promesse, 5000 m piani - 16'16"9

2000
- Argento ai campionati italiani assoluti, 5000 m piani - 15'57"41
- 6ª ai campionati italiani assoluti, 1500 m piani - 4'24"17

2001
- Oro ai campionati italiani promesse, 5000 m piani - 15'52"15
- Oro ai campionati italiani promesse, 1500 m piani - 4'21"71

2002
- Argento ai campionati italiani assoluti, 5000 m piani - 15'39"58

2003
- Argento ai campionati italiani assoluti, 5000 m piani - 15'53"38

2004
- Argento ai campionati italiani assoluti, 5000 m piani - 15'35"20

2005
- Oro ai campionati italiani assoluti, 5000 m piani - 16'14"11
- Oro ai campionati italiani assoluti indoor, 3000 m piani - 9'07"11

2006
- Oro ai campionati italiani assoluti, 5000 m piani - 15'46"35
- Oro ai campionati italiani assoluti indoor, 3000 m piani - 8'59"75

2007
- Oro ai campionati italiani assoluti, 1500 m piani - 4'15"27
- Oro ai campionati italiani assoluti indoor, 3000 m piani - 8'58"93

2008
- Oro ai campionati italiani assoluti indoor, 3000 m piani - 8'57"61

2009
- Argento ai campionati italiani assoluti indoor, 3000 m piani - 8'56"21

2011
- Oro ai campionati italiani assoluti, 5000 m piani - 15'48"94
- Oro ai campionati italiani assoluti indoor, 3000 m piani - 9'22"39

2012
- Oro ai campionati italiani assoluti, 5000 m piani - 15'50"15
- Oro ai campionati italiani assoluti indoor, 3000 m piani - 9'01"35

2013
- Oro ai campionati italiani assoluti indoor, 3000 m piani - 9'03"29
- Bronzo ai campionati italiani di 10 km su strada - 33'42"

2016
- Argento ai campionati italiani di 10 km su strada - 34'20"

## Altre competizioni internazionali
1999
- 16ª alla Cinque Mulini ( San Vittore Olona) - 19'20"

2005
- 24ª al Golden Gala ( Roma) - 15'44"44
- 5ª alla BOclassic ( Bolzano), 5 km - 16'17"

2006
- Bronzo alla BOclassic ( Bolzano), 5 km - 16'04"

2007
- 6ª all'ISTAF Berlin ( Berlino), 5000 m piani - 15'02"65
- 9ª ai Bislett Games ( Oslo), 5000 m piani - 15'16"19
- 11ª al Golden Gala ( Roma), 5000 m piani - 15'29"78

2008
- 9ª al Golden Gala ( Roma), 5000 m piani - 15'16"80

2010
- Argento agli Europei a squadre ( Leiria), 5000 m piani - 15'31"33
- 8ª alla BOclassic ( Bolzano), 5 km - 16'46"

2011
- Bronzo alla BOclassic ( Bolzano), 5 km - 16'15"

2012
- 12ª al Golden Gala ( Roma), 5000 m piani - 15'18"04
- 4ª alla BOclassic ( Bolzano), 5 km - 16'42"

2014
- 7ª alla BOclassic ( Bolzano), 5 km - 16'34"

2015
- Oro alla Maratona di Torino ( Torino) - 2h32'35"
- 9ª alla BOclassic ( Bolzano), 5 km - 16'58"